# Autostrada A1 var
L'autostrada A1 var, chiamata anche variante di valico e direttissima, è un tratto autostradale appenninico di 32 km, compreso tra le località di La Quercia e Aglio, in esercizio dal 23 dicembre 2015. È interamente gestita da Autostrade per l'Italia.
Rientra nel più ampio progetto della variante di valico che ha previsto opere di ammodernamento del tratto appenninico per un totale di 25 km dell'A1 tra Sasso Marconi e La Quercia e tra Aglio e Barberino di Mugello (più 4,1 km tra Casalecchio e Sasso Marconi, il cosiddetto lotto 0) con lunghezza complessiva dell'intero progetto di 65,8 km. La storica autostrada A1 è stata quindi adeguata con la costruzione della terza corsia di marcia per 25,5 km (più i 4,1 km del lotto 0), mentre è stato costruito un nuovo tracciato autostradale (l'A1 var) di 32,5 km affiancato all'originale A1.
Rispetto alla storica A1 ha una quota più bassa di 226 metri e riduce i tempi di percorrenza di circa il 30%.

## Storia
La possibilità di potenziare il tratto appenninico dell'autostrada A1 era già stata presa in considerazione dal 1985, quando fu sviluppato un primo progetto di realizzazione di una nuova autostrada tra Barberino del Mugello e La Quercia, una località nel comune di Marzabotto e sita nei pressi del casello di Rioveggio. Nonostante il forte interesse, per molti anni la variante rimase solo un progetto irrealizzabile in quanto la legge 492 del 1975 di fatto impediva la costruzione di qualsiasi altra autostrada (art. 18-bis: "fermo restando il disposto dell'articolo 11 della legge 28 aprile 1971, n. 287, è altresì sospesa la costruzione di nuove autostrade o tratte autostradali e di trafori di cui non sia stato effettuato l'appalto, ancorché assentiti amministrativamente").
Nel 1996 il Governo Prodi I si impegnò per la realizzazione della variante di valico definendola come un'opera prioritaria. Il ministro delle Infrastrutture Antonio Di Pietro diede il via al lungo e complesso iter autorizzativo, ambientale e urbanistico che avrebbe portato alla partenza dei lavori per la realizzazione della variante.
Nel 1997 il gruppo Autostrade S.p.A. e l'Anas firmano la nuova convenzione, con la quale viene estesa la concessione autostradale dal 2018 al 2038 e viene assunto l'impegno di migliorare la percorribilità autostradale tra Firenze e Bologna con la costruzione di una nuova autostrada, più moderna ed efficiente, denominata variante di valico.
I problemi imposti dalla legge 492 del 1975 sono stati superati definitivamente con l'approvazione della legge 443 del 2001 (governo Berlusconi II).
L'opera si divide in due tratte di riferimento: Barberino - Aglio - La Quercia e La Quercia - Sasso Marconi.
Nel 2000 si riunì l'ultima conferenza dei servizi, con la quale tutti gli enti interessati e competenti espressero parere favorevole per la realizzazione della tratta compresa tra La Quercia e Sasso Marconi. I lavori sono stati avviati nel 2002 e hanno avuto termine con l'apertura al traffico del tratto in questione nel luglio 2006. Questa tratta fa parte dell'attuale A1 in quanto ne rappresenta un ampliamento e ammodernamento.
Nel 2001 è stata definitivamente approvata dalla conferenza degli enti la realizzazione della tratta Barberino - La Quercia. I lavori hanno avuto inizio nel 2004.
Il 5 dicembre 2015 è stato aperto il tratto Aglio-Barberino di Mugello. Questo tratto fa parte dell'A1, in quanto è stata costruita una sola nuova carreggiata.
Il rimanente tratto della variante di valico (l'A1 var) invece è una nuova autostrada parallela all'attuale A1 aperta al traffico il 23 dicembre 2015.

## Il percorso
La variante è costituita da due tratte di riferimento: Sasso Marconi-La Quercia e La Quercia-Aglio-Barberino. I lavori della prima tratta e della tratta Aglio-Barberino sono consistiti nell'ampliamento e ammodernamento dell'autostrada, mentre nella tratta La Quercia-Aglio è stato costruito un nuovo e parallelo percorso autostradale.
I cartelli indicativi individuano i due percorsi come "direttissima" (la tratta di nuova realizzazione) e "panoramica" (l'itinerario storico).

### Ammodernamento A1
- Casalecchio-Sasso Marconi: lungo 4,1 km, è stato aperto al traffico verso la fine del 2009 ed è consistito nell'ampliamento a 3 corsie delle vecchie carreggiate e nell'allestimento di barriere fonoassorbenti.
- Sasso Marconi-La Quercia: lungo 19,4 km e aperto al traffico nel luglio 2006, dopo 4 anni di lavori. Consiste nell'ampliamento a 3 corsie di marcia delle vecchie carreggiate esistenti, con alcune modifiche in variante del tracciato precedente. La realizzazione ha comportato il totale rifacimento e spostamento dello svincolo di Sasso Marconi circa 3 km più a sud rispetto al preesistente, che è stato dismesso; il tracciato originario tra lo svincolo attuale e quello vecchio, pur disconnesso dall'A1, è rimasto in concessione ad Autostrade per l'Italia, che l’ha ribattezzato raccordo Sasso Marconi-SS64 Porrettana, con cartelli di inizio e fine autostrada.
- Nel tratto Aglio-Barberino le due carreggiate originarie sono dedicate solo al traffico diretto a nord (quella orientale per la variante di valico e chiamata da Autostrade per l'Italia raccordo A1-variante di valico, quella occidentale - precedentemente percorsa in direzione sud - per il vecchio tracciato), mentre per il traffico diretto a sud è stata aperta al traffico il 5 dicembre 2015 una nuova carreggiata a tre corsie di marcia più corsia di emergenza. La scelta tra le due tratte si può compiere circa 500 metri prima del casello di Barberino di Mugello (che è anche stato ristrutturato), quindi chi dal paese mugellano vuole andare verso Bologna deve necessariamente percorrere la variante di valico[10]. Inoltre, è stata dismessa l'area di servizio Aglio ovest[11].

### Nuova autostrada A1 var
- Nel tratto La Quercia-Aglio la variante è composta di 2 corsie più quella di emergenza per senso di marcia ed è lunga circa 32,5 km, quasi totalmente realizzati in galleria. Sono stati costruiti due nuovi svincoli: Badia e Firenzuola (quest'ultimo è stato aperto al traffico il 30 gennaio 2017). L'opera tecnica più importante della variante è la galleria di Base, lunga 8703 m, che consente di valicare l'Appennino a una quota di 490 m, molto inferiore rispetto agli oltre 700 m dell'autostrada già in esercizio. In questo tratto, il vecchio tracciato della A1 non è stato dismesso, pertanto gli automobilisti possono scegliere se percorrere la vecchia tratta autostradale oppure la nuova. A sud dello svincolo di Badia, il 1º aprile 2016 è stata aperta l'area di servizio Badia Nuova Ovest in direzione di Firenze, mentre in direzione di Bologna, parallelamente all'area di servizio, è attualmente in costruzione un posto neve[12]. Nonostante rientri ancora nel vecchio tracciato dell’autosole, in direzione di Bologna è presente l’area di servizio Aglio est, perché per immettersi nella variante verso Bologna si usufruisce della vecchia carreggiata nord dell’autosole (ora carreggiata nord esterna), dov'è ubicata quest’ultima area di servizio.

## Tabella percorso
| AUTOSTRADA A1 var Variante di valico |                                                                         |      |      |       |                |
| Tipo                                 | Indicazione                                                             | ↓km↓ | ↑km↑ | Prov. | Strada europea |
|                                      | Milano - Napoli Interscambio "La Quercia"                               | 0    | 32,9 | BO    |                |
|                                      | Badia                                                                   | 17,4 | 15,5 | BO    |                |
|                                      | Area servizio "Badia Nuova" ovest Posto neve "Badia Nuova" est          | 17,9 | 15   | BO    |                |
|                                      | Firenzuola Mugello                                                      | 27,9 | 5    | FI    |                |
|                                      | Milano - Napoli Confluenza "Aglio" verso sud Raccordo di 8km verso nord | 32,9 | 0    | FI    |                |

## Costi di costruzione
L'opera ha un costo di 4,1 miliardi di euro (comprensivi del lotto 0 e di opere di compensazione sul territorio), mentre le spese stimate erano di 2.521.000.000 di euro.

## Istituzioni ed enti interessati dal progetto
Tutti gli enti interessati dal progetto hanno espresso parere favorevole alla realizzazione della variante nella conferenza dei servizi:
- Comune di Casalecchio di Reno
- Comune di Sasso Marconi
- Comune di Marzabotto
- Comune di Monzuno
- Comune di Grizzana Morandi
- Comune di Castiglione dei Pepoli
- Comune di San Benedetto Val di Sambro
- Comune di Barberino di Mugello
- Comune di Firenzuola
- Anas
- Regione Toscana
- Regione Emilia-Romagna
- Provincia di Bologna
- Provincia di Firenze
- Ministero delle infrastrutture e dei trasporti
- Ministero dell'ambiente
- Ministero dei beni e delle attività culturali

A questi si aggiungono: le Comunità montane di competenza, le Autorità di Bacino interessate e le Agenzie regionali Prevenzione e Ambiente della Toscana e dell'Emilia-Romagna.

## Altri interventi
La variante prevede numerosi altri interventi che hanno il fine di integrare l'opera con l'ambiente circostante e potenziare le strade ordinarie prossime agli svincoli autostradali. Tra le opere di compensazione sul territorio, è compreso il miglioramento della strada che collega i caselli di Pian del Voglio e quello di Badia Nuova, che inizialmente avrebbero dovuto essere collegati tramite un'interconnessione. È previsto anche il recupero di numerosi monumenti e centri storici dei comuni interessati al progetto, assieme alla costruzione d'impianti sportivi e scuole. Dal 2010 la frazione bolognese di Ripoli ha iniziato a franare con l'inizio dei lavori, lesionando decine di case, minacciando la stabilità del viadotto Rio Piazza del tracciato preesistente e causando un rimpallo di responsabilità tra Autostrade e RTI per i tempi e le scelte di studio del progetto, che ha influito anche sui costi finali dell'opera. La relativa inchiesta è stata definitivamente archiviata.

## Costruzione della galleria Sparvo
Per la costruzione della galleria Sparvo (tratta La Quercia - Barberino), la Società Toto Costruzioni Generali S.p.A. ha utilizzato una TBM (Tunnel Boring Machine) che al momento della costruzione era la più grande al mondo. Le caratteristiche della macchina sono le seguenti: diametro di scavo: 15,62 m, lunghezza complessiva: 130 m, area di scavo: 192 m², valore di spinta: 39.485 t, peso totale: 4.500 t, totale potenza installata: 18 MW.
La TBM, battezzata col nome Martina, fu acquistata dalla ditta tedesca Herrenknecht AG con un investimento di 53.000.000 euro.